# Cosmoscarta consociata
Cosmoscarta consociata är en insektsart som beskrevs av William Lucas Distant 1900. Cosmoscarta consociata ingår i släktet Cosmoscarta och familjen spottstritar.
Artens utbredningsområde är Filippinerna. Inga underarter finns listade i Catalogue of Life.